# شانی دیویس
شانی دیویس (انگلیسی: Shani Davis؛ زادهٔ ۱۳ اوت ۱۹۸۲) اسکیت‌باز سرعت اهل ایالات متحده آمریکا است.
از افتخارات وی می‌توان به کسب مدال طلا در بازی‌های المپیک زمستانی ۲۰۰۶ و بازی‌های المپیک زمستانی ۲۰۱۰ اشاره کرد.